# Karen Buck
Karen Patricia Buck, née le 30 août 1958 à Castlederg, est une femme politique britannique, membre du Parti travailliste.
Elle est députée depuis 1997, d'abord pour Regent Park et Kensington du Nord jusqu'en 2010, et pour Westminster Nord ensuite. Elle est une ancienne sous-secrétaire d'État parlementaire au ministère des Transports.

## Jeunesse
Née à Castlederg, dans le comté de Tyrone, en Irlande du Nord, elle fait ses études à la High School for Girls du comté de Chelmsford et à la London School of Economics où elle obtient un baccalauréat et une maîtrise en économie ainsi qu'une maîtrise en politique et administration sociales. Elle rejoint le parti travailliste en 1978. En 1979, elle devient employée de recherche et développement chez Outset, une organisation caritative travaillant avec les personnes handicapées avant de rejoindre le conseil municipal de Hackney London en 1983 en tant qu'officier responsable des personnes handicapées et, à partir de 1986, en tant qu'officier de santé publique. Elle commence à travailler pour le parti travailliste en 1987 en tant que chercheuse à la direction de la santé. Elle devient coordonnatrice de la stratégie de campagne en 1992. Elle est élue conseillère du conseil de la ville de Westminster en 1990 et reste membre du conseil jusqu'à son élection au parlement en 1997.
Buck attire l'attention alors qu'elle est conseillère à Westminster lorsqu'elle est impliquée dans la révélation du comportement frauduleux de Shirley Porter et du scandale Homes for Votes.

## Carrière parlementaire
Buck est sélectionnée comme candidate pour le parti travailliste par le biais d'une liste restreinte composée exclusivement de femmes. La circonscription est basée en grande partie sur l'ancien Westminster North gagnée de justesse par l'ancien ministre conservateur John Wheeler. Celui-ci prend sa retraite et Buck est élue à l'élection générale de 1997 députée travailliste de Regent's Park et de Kensington North avec une majorité de 14 657 voix et est députée depuis. Elle prononce son premier discours le 17 juin 1997.
Après son élection au Parlement , Buck rejoint le comité spéciale de la sécurité sociale et après l'élection générale de 2001. En 2001, sa nomination en tant que whip (adjointe du gouvernement) est annoncée à son insu et sans son consentement. Elle refuse de prendre le poste. Cependant, elle devient membre du gouvernement de Tony Blair à la suite de l'élection générale de 2005 comme sous-secrétaire d'État parlementaire au ministère des Transports.
Buck vote en faveur de l'interdiction de la chasse, du mariage gay, tout en votant contre la Guerre d'Irak et le remplacement de Trident. Lors de l'élection générale de 2010, elle est élue députée pour le nouveau siège de Westminster North, à une majorité de 2 126 voix devant la candidate conservatrice Joanne Cash. En juillet 2015, elle est élue membre du comité restreint sur le travail et les retraites.

## Vie privée
Le conjoint de Buck est Barrie Taylor, directeur d'école et ancien conseiller syndical à Westminster. Ils ont un fils, Cosmo.